# Élections du Conseil fédéral suisse de 2015
 (juin 2021).
Si vous disposez d'ouvrages ou d'articles de référence ou si vous connaissez des sites web de qualité traitant du thème abordé ici, merci de compléter l'article en donnant les références utiles à sa vérifiabilité et en les liant à la section « Notes et références ».
Les élections du Conseil fédéral suisse de 2015 ont lieu le mercredi 9 décembre 2015 afin de renouveler au scrutin indirect les sept membres du Conseil fédéral, organe exécutif de la Confédération suisse, pour la 50e législature.
Après les élections fédérales en octobre de la même année, l'Assemblée fédérale nouvellement élue est appelée à renouveler intégralement le Conseil fédéral, le gouvernement fédéral suisse, comme le prévoit la Constitution fédérale.
Tous les conseillers fédéraux sortants se présentent à leur réélection, à l'exception d'Eveline Widmer-Schlumpf. Ils sont tous réélus et la représentante du Parti bourgeois-démocratique Eveline Widmer-Schlumpf est remplacée par le représentant de l'Union démocratique du centre Guy Parmelin.

## Conseil fédéral
Le Conseil fédéral, composé de sept membres, est l'organe exécutif de la Suisse. Les membres sont élus par l'Assemblée fédérale, la réunion entre le Conseil national (chambre basse du parlement) et le Conseil des États (chambre haute du parlement).
Leur mandat est de quatre ans et leur réélection est généralement assurée, sauf dans de très rares cas. Par tradition, les conseillers fédéraux choisissent eux-mêmes le moment de leur départ, soit à l'occasion du renouvellement intégral du Conseil fédéral soit, plus fréquemment, au milieu d'une législature.

## Déroulement de l'élection
L’Assemblée fédérale élit les membres du Conseil fédéral à la session qui suit le renouvellement intégral du Conseil national. Les sièges sont pourvus un par un, par ordre d’ancienneté des titulaires précédents. Les sièges auxquels sont candidats les membres sortants du Conseil fédéral sont pourvus en premier.
Est élu le candidat réunissant sur son nom plus de la moitié des voix (majorité absolue). Il est procédé à autant de tours de scrutin qu'il est nécessaire. À noter que les votes sont libres les deux premiers tours, chaque citoyen suisse disposant du droit de vote au niveau fédéral étant théoriquement éligible. À compter du troisième tour, les candidats ayant réuni le moins de voix sont progressivement éliminés.
Lors de l'élection du 9 décembre 2015, six des sept conseillers fédéraux sont candidats à leur propre succession, et seule la Grisonne Eveline Widmer-Schlumpf ne se représente pas.

### Conseillers fédéraux se représentant à leur propre succession
| Nom                     | Né(e) le   | Canton d'origine | Parti | Date d'élection |
| ----------------------- | ---------- | ---------------- | ----- | --------------- |
| Doris Leuthard          | 10.04.1963 | AG               | PDC   | 14.06.2006      |
| Ueli Maurer             | 01.12.1950 | ZH               | UDC   | 10.12.2008      |
| Didier Burkhalter       | 17.04.1960 | NE               | PLR   | 16.09.2009      |
| Simonetta Sommaruga     | 14.05.1960 | BE               | PSS   | 22.09.2010      |
| Johann Schneider-Ammann | 18.02.1952 | BE               | PLR   | 22.09.2010      |
| Alain Berset            | 09.04.1972 | FR               | PSS   | 14.12.2011      |

### Conseillère fédérale ne se représentant pas à sa propre succession
| Nom                     | Né(e) le   | Canton d'origine | Parti | Date d'élection |
| ----------------------- | ---------- | ---------------- | ----- | --------------- |
| Eveline Widmer-Schlumpf | 16.03.1956 | GR               | PBD   | 12.12.2007      |

## Détail des élections

### Réélection de Doris Leuthard
La réélection de Doris Leuthard est soutenue par l'ensemble des groupes parlementaires (UDC, PSS, PLR, PDC, Verts, PBD, Verts libéraux).
| Résultat              | 1er tour |
| --------------------- | -------- |
| Bulletins délivrés    | 245      |
| Rentrés               | 245      |
| Blancs                | 8        |
| Nuls                  | 3        |
| Valables              | 234      |
| Majorité absolue      | 118      |
| Doris Leuthard (élue) | 215      |
| Divers                | 19       |

### Réélection de Ueli Maurer
La réélection d'Ueli Maurer est soutenue par les groupes parlementaires UDC, PSS, PLR, PDC, PBD et Verts libéraux. Seul le groupe des Verts ne soutient pas sa réélection.
| Résultat           | 1er tour |
| ------------------ | -------- |
| Bulletins délivrés | 245      |
| Rentrés            | 245      |
| Blancs             | 32       |
| Nuls               | 3        |
| Valables           | 210      |
| Majorité absolue   | 106      |
| Ueli Maurer (élu)  | 173      |
| Thomas Hurter      | 10       |
| Divers             | 27       |

### Réélection de Didier Burkhalter
La réélection de Didier Burkhalter est soutenue par l'ensemble des groupes parlementaires (UDC, PSS, PLR, PDC, Verts, PBD et Verts libéraux).
| Résultat                | 1er tour |
| ----------------------- | -------- |
| Bulletins délivrés      | 244      |
| Rentrés                 | 244      |
| Blancs                  | 13       |
| Nuls                    | 0        |
| Valables                | 231      |
| Majorité absolue        | 116      |
| Didier Burkhalter (élu) | 217      |
| Divers                  | 14       |

### Réélection de Simonetta Sommaruga
La réélection de Simonetta Sommaruga est soutenue par l'ensemble des groupes parlementaires (UDC, PSS, PLR, PDC, Verts, PBD, Verts libéraux).
| Résultat                   | 1er tour |
| -------------------------- | -------- |
| Bulletins délivrés         | 245      |
| Rentrés                    | 245      |
| Blancs                     | 19       |
| Nuls                       | 5        |
| Valables                   | 221      |
| Majorité absolue           | 111      |
| Simonetta Sommaruga (élue) | 182      |
| Daniel Jositsch            | 11       |
| Divers                     | 28       |

### Réélection de Johann Schneider-Ammann
La réélection de Johann Schneider-Ammann est soutenue par l'ensemble des groupes parlementaires (UDC, PSS, PLR, PDC, Verts, PBD, Verts libéraux).
| Résultat                      | 1er tour |
| ----------------------------- | -------- |
| Bulletins délivrés            | 244      |
| Rentrés                       | 244      |
| Blancs                        | 23       |
| Nuls                          | 2        |
| Valables                      | 219      |
| Majorité absolue              | 110      |
| Johann Schneider-Ammann (élu) | 191      |
| Divers                        | 28       |

### Réélection d'Alain Berset
La réélection d'Alain Berset est soutenue par l'ensemble des groupes parlementaires (UDC, PSS, PLR, PDC, Verts, PBD, Verts libéraux).
| Résultat           | 1er tour |
| ------------------ | -------- |
| Bulletins délivrés | 244      |
| Rentrés            | 243      |
| Blancs             | 8        |
| Nuls               | 2        |
| Valables           | 233      |
| Majorité absolue   | 117      |
| Alain Berset (élu) | 210      |
| Divers             | 23       |

### Élection du successeur d'Eveline Widmer-Schlumpf
Un seul parti présente des candidats à la succession d'Eveline Widmer-Schlumpf. L'UDC présente en effet trois candidats officiels: le conseiller d’État tessinois Norman Gobbi et les conseillers nationaux Thomas Aeschi et Guy Parmelin. Fait rare lors des précédentes élections, l'UDC présente un candidat par région linguistique du pays (un candidat de langue allemande, un candidat de langue française et un candidat de langue italienne).
Le fait que l'UDC n'ait présenté aucune femme entraîne quelques critiques de la part de politiciens comme de la presse. 
À l'exception du groupe des Verts, qui refuse de voter pour un membre de l'UDC, chaque groupe parlementaire reconnaît à ce parti son droit à obtenir un deuxième siège au Conseil fédéral et indique sa volonté de voter pour un des trois candidats officiels. Le parti socialiste est toutefois sceptique, estimant par l'intermédiaire du chef de son groupe parlementaire, Roger Nordmann, que le siège vacant revient à la droite en général, et non à l'UDC en particulier.

### Candidats officiels
- Guy Parmelin, UDC, canton de Vaud
- Thomas Aeschi, UDC, Canton de Zoug
- Norman Gobbi, LEGA, canton du Tessin

| Résultat           | 1er tour | 2e tour | 3e tour |
| ------------------ | -------- | ------- | ------- |
| Bulletins délivrés | 245      | 244     | 243     |
| Rentrés            | 245      | 244     | 243     |
| Blancs             | 2        | 5       | 6       |
| Nuls               | 0        | 0       | 0       |
| Valables           | 243      | 239     | 237     |
| Majorité absolue   | 122      | 120     | 119     |
| Guy Parmelin (élu) | 90       | 117     | 138     |
| Thomas Aeschi      | 61       | 78      | 88      |
| Norman Gobbi       | 50       | 30      | 11      |
| Thomas Hurter      | 22       | 0       | -       |
| Viola Amherd       | 16       | 0       | -       |
| Divers             | 4        | 14      | -       |

## Élection du chancelier de la Confédération

### Déroulement de l'élection
Le chancelier est élu en même temps que les conseillers fédéraux (son élection a lieu juste après l’élection des sept membres du gouvernement).
Il est donc élu par l'Assemblée fédérale, selon les règles régissant l’élection des conseillers fédéraux.

### Chancelière ne se représentant pas à sa propre succession
| Nom             | Né(e) le   | Canton d'origine | Parti | Élection   |
| --------------- | ---------- | ---------------- | ----- | ---------- |
| Corina Casanova | 04.01.1956 | GR               | PDC   | 12.12.2007 |

### Candidat officiel
- Walter Thurnherr, PDC, canton d'Argovie

### Élection du Chancelier de la Confédération
L'élection de Walter Thurnherr est soutenue par l'ensemble des groupes parlementaires (UDC, PSS, PLR, PDC, PBD, Verts et Verts libéraux).
| Résultat               | 1er tour |
| ---------------------- | -------- |
| Bulletins délivrés     | 243      |
| Rentrés                | 243      |
| Blancs                 | 7        |
| Nuls                   | 2        |
| Valables               | 234      |
| Majorité absolue       | 118      |
| Walter Thurnherr (élu) | 230      |
| Divers                 | 4        |